# Långtjärnen (Borgsjö socken, Medelpad, 691785-149718)
Långtjärnen är en sjö i Ånge kommun i Medelpad och ingår i Ljungans huvudavrinningsområde. Långtjärnen ligger i Stormyran-Lommyran Natura 2000-område.